# Gornje Kusce
Gornje Kusce (en serbocroata: Gornje Kusce / Горње Кусце) o Kufcë e Epërme (en albanés: Kufcë e Epërme) es un pueblo en el municipio de Novo Brdo del distrito de Pristina de Kosovo.Gornje Kusce es uno de los enclaves serbios en Kosovo.   

## Geografía
Gornje Kusce se encuentra unos 4 km al norte de Gnjilane.

## Demografía
La evolución demográfica de Gornje Kusce entre 1948 y 2011 fue la siguiente:
| 1037                                                | 1120 | 1378 | 1670 | 1817 | 1922 | 890 |
| (Fuente: Population of Kosovo since Yugoslav times) |      |      |      |      |      |     |

Según el censo de 2011 (boicoteado parcialmente por los serbios), los serbios representaban el 76,97% de la población (685 personas) y los albaneses, el 22,92% (204 personas).En el censo yugoslavo de 1961, los serbios eran el 89,04% de la población local y los albaneses, el 10,67%.